# Bołszowce (gmina)
Bołszowce – dawna gmina wiejska w powiecie rohatyńskim województwa stanisławowskiego II Rzeczypospolitej. Siedzibą gminy było miasto Bołszowce, które stanowiło odrębną gminę miejską.
Gminę utworzono 1 sierpnia 1934 r. w ramach reformy na podstawie ustawy scaleniowej z dotychczasowych gmin wiejskich: Demeszkowce, Hanowce, Herbutów, Kunaszów, Popławniki, Skomorochy Nowe, Słobódka Bołszowiecka, Zelibory, Bouszów (część) i Niemszyn (część).
Pod okupacją niemiecką w Polsce część gminy włączono do nowej gminy Skomorochy Stare.
Po II wojnie światowej obszar gminy znalazł się w ZSRR.